# Sven-Öjvind Swahn
Sven-Öjvind Viktor Samuel Swahn, född 18 december 1897 i Karlskrona stadsförsamling i Blekinge län, död 14 mars 1955 i samma församling, var en svensk folkskollärare, författare och radioman.
Swahn avlade folkskollärarexamen i Växjö 1919. Han utvecklade vid sidan av sin lärargärning ett omfattande författarskap med anknytning till Karlskrona och Blekinge. Utom skrifter av kulturhistoriskt intresse har han skrivit ett tiotal verk i anslutning till företagsjubileer samt under pseudonym på karlskronadialekt diktsamlingen Björkholmsballader. Flera skrifter har efter hans död utgivits i nya upplagor.
Från 1941 var Swahn ombud för Radiotjänst, nuvarande Sveriges Radio, i Karlskrona och medverkade dels som hallåman, dels med egna program och reportage.

## Familj
Sven-Öjvind Svahn var son till Johan Peter Swahn och Amanda Svensdotter. Från 1923 var han gift med Anna Svensdotter (1898–1979). De fick fyra barn: Jan-Öjvind Swahn (1925–2016), Cajsa-Lena Jönsson (född 1929), Sven Christer Swahn (1933–2005) och Bo Swahn (1937–1999). Genom sonen Jan-Öjvind har han en sonson (född 1953) som har samma namn som sin farfar.